# 40%, 40%, 20%
40%, 40%, 20% é o décimo episódio da terceira temporada da série Teen Titans Go!, originalmente transmitido em 21 de outubro de 2015. No episódio é revelado que os poderes de Cyborg não vêm de suas partes de robô, mas sim de sua canção favorita. Esta série comumente recebe críticas mistas, tanto de críticos quanto de fãs da série de 2003. No entanto, este episódio recebeu elogios.

## Sinopse
O capítulo começa com Cyborg, que está sincronizando e dançando sua canção favorita, The Night Begins to Shine (composta pela banda B.E.R.), na frente de todos os titãs, e eles pedem para ele parar. Robin chama sua atenção. Starfire diz a ele que eles devem falar sobre a canção, enquanto Raven diz a ela que ele ouve aquela canção todos os dias, várias vezes. Cyborg diz que faz isso porque gosta muito. Beast Boy pergunta a ele o que há de especial na canção, e ele responde que naquela cassete está a melhor canção já escrita, The Night Begins to Shine, que foi escrita um 40% por Carl Burnett, outro 40% por Franklin Enea e um 20 % por William J. Reagan, e que quando ele ouve a canção, tudo é possível. Porém, se Cyborg não ouve esta canção, ele perde seus poderes.
Depois que Brain sequestra os outros Titans, Cyborg deve encontrar uma maneira de resgatá-los.

## Estreias
Nos Estados Unidos, o episódio foi estreado em 25 de outubro de 2015. Em Portugal foi estreado o 18 de maio de 2016, e no Brasil foi estreado o 23 de maio desse ano.

## Audiência
Nos Estados Unidos, o episódio obteve uma audiência de 1.53 milhões de pessoas.

## Recepção
Como é comum nesta série, as resenhas são negativas ou mistas. No entanto, este episódio foi aclamado pela crítica e até por fãs da série de 2003. Muitas pessoas afirmaram que este é o melhor episódio da série; e também afirmaram que o estilo de animação e a arte diferente são muito bons, e esse deve ser o caso na própria série. Dizem que este episódio é bom porque mostra o que a série pode fazer: mais do que piadas e imagens nojentas, e que esperam que haja outro episódio semelhante a este na série.